# Astathes perplexa
Astathes perplexa är en skalbaggsart som beskrevs av Newman 1842. Astathes perplexa ingår i släktet Astathes och familjen långhorningar.
Artens utbredningsområde är Filippinerna. Inga underarter finns listade.